# St. James's Gate FC
St. Jame´s Gate je fotbalový klub z irského hlavního města Dublinu. Několikrát ve své historii hrál nejvyšší fotbalovou ligu, a to v  ročnících 1921–1922 poté 1943–1944, 1990–1991 a naposledy v roce 1995–1996. Zpočátku byl klub spojen s pivovarem St. Jame´s Gate, kde se vaří pivo Guinness. Díky veřejné sbírce se klub v roce 2022 vyhnul zániku. Klub hraje své zápasy na Iveagh Grounds Sports Complex Crumlin Road Dublin 12. 

## Historie
Klub byl založen v roce 1902. Klub vyhrál první titul v Leinster Senior League v sezoně 1909–1910. V sezonně 1919–1920 klub zaznamenal vítězství ve 4 soutěžích LSL, v Irish intermediate Cup, Leinster Senior Cup a LFA Metropolitan Cup. Klub patří k jediným ze zakládajících týmů League of Ireland.

## Úspěchy
Klub vyhrál League of Ireland 2x. Poprvé jí vyhrál v jejím prvním ročníku a je i zakládajícím členem soutěže. Vyhrané soutěže dle stránek klubu.
- League of Ireland
- 2x – 1921/22, 1939/40
- Leinster Senior League
- 6x – 1909/10, 1911/12, 1914/15, 1919/20, 1987/88, 1988/89
- FAI Cup
- 2x – 1921/22, 1937/38
- League of Ireland Shield
- 2x – 1935/36, 1940/41
- Leinster Senior Cup
- 5x – 1919/20, 1920/21, 1934/35, 1936/37, 1940/41
- Irish Intermediate Cup
- 2x – 1909/10, 1919/20
- FAI Intermediate Cup
- 1x – 1950/51
- LFA Metropolitan Cup
- 1x – 1919/20